# Declaración de los derechos para los Pueblos de Rusia

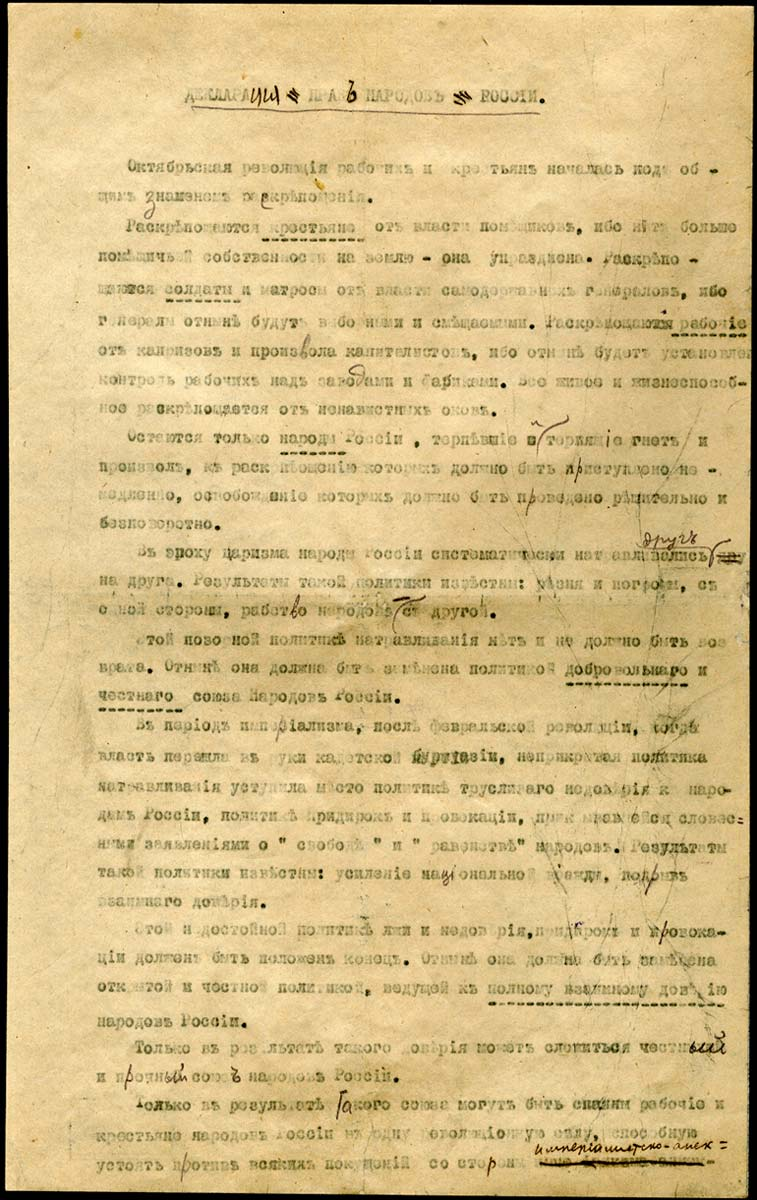
Imagen del documento original que recoge la Declaración de los derechos para los Pueblos de Rusia.

La Declaración de los derechos de los pueblos de Rusia (en ruso: Декларация прав народов России) fue un documento promulgado por el gobierno bolchevique de Rusia el 2 de noviembrejul./ 15 de noviembre de 1917greg., firmado por Lenin. En el documento se proclama:
1. La igualdad y soberanía para los pueblos de Rusia.
2. El derecho a libre autodeterminación, incluyendo la secesión y formación de un estado separado.
3. La abolición de todos los privilegios y restricciones nacionales y religiosas.
4. El libre desarrollo de las minorías nacionales y los grupos etnográficos que pueblan el territorio de Rusia.

Las declaración tuvo el efecto de consolidar a algunas etnias no rusas tras los bolcheviques, como los fusileros letones, quienes fueron importantes partidarios de los bolcheviques durante la Guerra Civil Rusa. El apoyo a la autodeterminación fue esencial para que los letones se uniesen, ya que el movimiento blanco no apoyaba la autodeterminación.

## Territorios que se separaron
Los siguientes países fueron los que declararon su independencia después de la declaración de los bolcheviques, estableciéndose a sí mismos como estados no comunistas. Aunque el papel jugado en la declaración es dudoso, se ha facilitado el reconocimiento de la independencia por parte del gobierno bolchevique. Hay que tener en cuenta que a excepción de Finlandia, todos los territorios que declararon su independencia se encontraban fuera de la soberanía rusa tras los éxitos austro-alemanes en la Gran Guerra, ya que estos fueron cedidos en el Tratado de Brest-Litovsk firmado el 3 de marzo de 1918.
- La República Popular de Ucrania: declaró su autonomía el 22 de noviembre de 1917 y el 22 de enero de 1918, su independencia. El 9 de febrero de 1918, firmó su propio Tratado de Brest-Litovsk con las Potencias Centrales.
- Moldavia: el 2 de diciembre de 1917. Se unió a Rumanía en 1918.
- Finlandia: el 6 de diciembre de 1917.
- Lituania: el 11 de diciembre de 1917.
- Estonia: el 24 de febrero de 1918.
- República Democrática Federal de Transcaucasia: el 24 de febrero de 1918. Más tarde pasaría a separarse en la República Democrática de Georgia, la República Democrática de Armenia y la República Democrática de Azerbaiyán.
- República Popular Bielorrusa: el 25 de marzo de 1918.
- Segunda República Polaca: el 11 de noviembre de 1918.
- Letonia: el 18 de noviembre de 1918.
- Tuvá: el 14 de agosto de 1921. Aunque este país sí declaró su independencia como estado comunista, formando la República Popular de Tannu Tuvá en 1921.

Hubo además otros territorios que declararon su independencia pero que tuvieron una corta vida:
- Idel Ural: declaró su autonomía en mayo de 1917 y el 24 de enero de 1918 proclamó su independencia, la cual duró hasta la rebelión bolchevique en Oremburgo.
- República del Norte de Ingria: nunca llegó a constituirse como estado pero sí fue reconocida como nacionalidad por la Unión Soviética.

## Anexiones e invasiones posteriores
En 1919, la República Popular de Ucrania desaparece después de la Guerra de independencia de Ucrania y la Guerra Polaco-Soviética, en la que la Segunda República Polaca y la RSFS de Rusia se repartieron los territorios de esta, quedándose la mayoría los soviéticos bajo la administración de la RSS de Ucrania.
La República Popular Bielorrusa fue fundada bajo ocupación alemana, quienes se encontraban en Bielorrusia Occidental desde 1915. Más tarde, la RSFS de Rusia libera Bielorrusia, primero de las tropas alemanas y después de las polacas. En 1919, pasa a formar la República Socialista Soviética de Bielorrusia.
En 1920, la República Democrática de Azerbaiyán pasó a dominio soviético, convirtiéndose en la República Federal Socialista Soviética de Transcaucasia. En el mismo año, la RSFS de Transcaucasia se anexiona la República Democrática de Armenia, y en 1921, la República Democrática de Georgia. La RSFS de Transcaucasia se desintegra en 1936 en la República Socialista Soviética de Azerbaiyán, la República Socialista Soviética de Armenia y la República Socialista Soviética de Georgia. 
En 1939, tras el Pacto Ribbentrop-Mólotov, la Unión Soviética invadió Polonia y se anexionó las repúblicas bálticas (Estonia, Letonia y Lituania). Al no ceder Finlandia a mover su frontera 25 kilómetros de Leningrado, Stalin procedió a su invasión. Afectada también por el tratado, Moldavia fue invadida por los soviéticos en 1940; estos fueron expulsados por los alemanes en 1941 en plena Operación Barbarroja, quienes ocuparon la zona; finalmente, en 1944 los soviéticos volvieron a ocupar Moldavia formando la República Socialista Soviética de Moldavia.
En 1941, los ejércitos de la Alemania Nazi invadieron Estonia, Letonia y Lituania, expulsando así a los soviéticos. No fue hasta 1944 que el Ejército Rojo expulsó a los alemanes y declaró en cada uno de esos tres estados, una República Socialista Soviética, teniendo cada una de ellas los mismos derechos y condiciones que el resto de repúblicas de la Unión Soviética.